# Рихард Хайнцел
Рихард Хайнцел (на немски: Richard Heinzel) е виден австрийски германист и скандинавист, медиевист.

## Биография
Роден е на 3 ноември 1838 година в Копер, Австрийска империя. Баща му Венцеслаус е гимназиален директор в Гьорц, а майка му Аделайд е учителка от Прусия, дъщеря на гравьора Фридрих Йохън.
От 1857 до 1860 учи във Виенския университет класическа и немска филология. В 1862 година защитава във Виена докторат. В 1860 година получава диплома за преподаване на латински, а в 1866 година - на гръцки. От 1860 до 1868 година заема различни преподавателски позиции, а след това от 1868 до 1873 година наследява Карл Томашек като преподавател по старонемски език и литература в Грацкия университет. През 1873 г. наследява Вилхелм Шерер като професор по немски език и литература във Виена и става първият директор на катедрата по немска филология (сега Институт по германистика). Този пост заема до самоубийството си поради прогресиращо очно заболяване във Виена на 4 април 1905 година.
Основен обект на научните изследвания на Хайнцел са средновековните германски езици и литератури, литературната история на XVIII век и германската археология. Сред учениците му са Фердинанд Детер, Теодор фон Гринбергер, Макс Херман Йелинек, Карл фон Краус, Примус Лесяк, Карл Луик, Рудолф Мух, Йозеф Зеемюлер, Самуел Зингер, Оскар Валцел, Рихард Мария Вернер, Едмунд Вайснер, Конрад Звиерзина.

## Частична библиография
- Geschichte der niederfränkischen Geschäftssprache (Paderborn, Schönigh, 1874)
- Uber den Stil der altgermanischen Poesie (K. Trübner, Straßburg, 1875)
- Uber die Walthersage (Wien, Sitzungsberichte Akad. d. Wiss. Wien 117,2, 1889)
- Über die ostgotische Heldensage (Wien, Sitzungsberichte Akad. d. Wiss. Wien 119,3, 1889)
- Uber die französischen Gralromane (Wien, Denkschriften der Kaiserlichen Akad. d. Wiss. in Wien, philos.-hist. Klasse 40,3, 1891)
- Uber das Gedicht vom König Orendel (Wien, Sitzungsberichte Akad. d. Wiss. Wien 126,1, 1892)
- Uber Wolframs von Eschenbach Parzival (Wien, Sitzungsberichte Akad. d. Wiss. Wien 130,1, 1893)
- Abhandlungen zum altdeutschen Drama (Wien, Sitzungsberichte Akad. d. Wiss. Wien 134,10, 1896)
- Beschreibung des geistlichen Schauspiels im deutschen Mittelalter (Hamburg/Leipzig, 1898)
- Kleine Schriften. hrsg. von Carl von Kraus (Heidelberg, C. Winter, 1907)